# Gilles Panizzi
Gilles Panizzi (ur. 19 września 1965 w Roquebrune-Cap-Martin) – francuski kierowca rajdowy. Był fabrycznym kierowcą zespołów Peugeota i Mitsubishi. Przez jego całą karierę pilotem był brat Hervé Panizzi.
Swoją karierę rajdową Panizzi rozpoczął 1987 roku, a jego pierwszym samochodem był Opel Manta GTE. W styczniu 1997 roku zadebiutował w Rajdowych Mistrzostwach Świata jadąc samochodem Lancia Delta HF Integrale. W debiutanckim Rajdzie Monte Carlo zajął 16. miejsce. W latach 1996 i 1997 wywalczył dwa tytuły mistrza Francji. W kwietniu 1997 roku podczas Rajdu Katalonii 1997 po raz pierwszy w karierze stanął na podium w rajdzie mistrzostw świata – zajął trzecią pozycję. Z kolei w 2000 roku wygrał swój pierwszy rajd w mistrzostwach świata, Rajd Korsyki. W swojej karierze był członkiem dwóch fabrycznych teamów: Peugeota (1999-2003) i Mitsubishi (2004-2005). W okresie startów w mistrzostwach świata Panizzi był uważany za specjalistę od jazdy na nawierzchniach asfaltowych.
W swojej karierze Panizzi wygrał łącznie siedem rajdów w mistrzostwach świata, wszystkie rozgrywane na nawierzchniach asfaltowych. 14 razy w swojej karierze stawał na podium w rajdach mistrzostw świata. Zdobył w nich 134 punktów. Wygrał 91 odcinków specjalnych.

## Kariera

### Początki
Panizzi urodził się w mieście Roquebrune-Cap-Martin, leżącym w regionie Prowansja-Alpy-Lazurowe Wybrzeże. Jako młody chłopiec oglądał zmagania rajdowców w odbywających się niedaleko Rajdzie Monte Carlo i Rajdzie Antibes. W 1987 roku kupił A-grupowego Opla Mantę 400 i wystartował nim w Rajdzie Nice, w którym zajął dwudzieste trzecie miejsce. W 1988 roku jego pilotem został młodszy brat Hervé. W tym samym roku bracia Panizzi zajęli 2. miejsce w lidze rajdowej Cote d'Azur. Przez kolejne dwa sezony jeździł samochodem Renault 5 GT Turbo w rajdach francuskich i włoskich. W 1989 roku został wybrany „Debiutantem Roku” przez czasopismo Echappement.
W styczniu 1990 roku Panizzi wypożyczył samochód Lancia Delta HF Integrale i wystartował nią w styczniowym Rajdzie Monte Carlo. Zajął w nim szesnaste miejsce w klasyfikacji generalnej oraz czwarte w grupie N. W tym samym roku uległ wypadkowi i złamał obojczyk, w efekcie czego przez pół roku nie brał udziału w żadnych zawodach. Po powrocie w 1991 roku wziął udział w serii Volant Peugeot Shell. Wystartował w niej N-grupowym Peugeotem 309 GTi 16 i wygrał dwa spośród siedmiu rajdów. W 1992 roku wygrał ten Puchar Shella. W całej serii odniósł sześć zwycięstw. Zajął też siódme miejsce w mistrzostwach Francji. Te wyniki spowodowały, iż w 1993 roku Panizzi podpisał kontrakt z zespołem Peugeot Talbot Sport. W sezonie 1993 startował samochodem Peugeot 106 XSi. W Rajdzie Antibes zajął pierwsze miejsce w swojej grupie A6, podobnie jak w kolejnym rajdzie, Rajdzie Ronde Cevenole. Do końca sezonu wygrał wszystkie sześć eliminacji mistrzostw Francji w swojej grupie, w których brał udział. W maju 1993 wystartował też w swoim drugim w karierze rajdzie mistrzostw świata, Rajdzie Francji. Nie ukończył go jednak na skutek wypadku na pierwszym odcinku specjalnym. W sezonie 1994 ponownie startował Peugeotem 106, a w drugiej połowie roku przesiadł się do Peugeota 306 S16.
Rok 1995 Panizzi rozpoczął od startów Peugeotem 306 S16 i nim też pojechał w majowym Rajdzie Korsyki. Zajął w nim dwunaste miejsce w klasyfikacji generalnej oraz trzecie w klasie F2. Następnie otrzymał z zespołu Peugeota model 306 Maxi i pojechał nim w kilku rajdach mistrzostw Francji. Zajął nim drugie miejsce w Rajdzie Rourgue, trzecie w Rajdzie Mont Blanc i czwarte w Rajdzie Cevennes. W 1996 roku Panizzi wraz z bratem wywalczyli swój pierwszy tytuł mistrza Francji. Zwyciężyli w sześciu rajdach, a czterokrotnie zajmowali drugą pozycję. Z kolei w 1997 roku obronili tytuł mistrzowski. W kwietniu 1997 Panizzi wziął udział w Rajdzie Katalonii. Pierwszy odcinek specjalny tego rajdu, La Trona 1, był pierwszym wygranym odcinkiem specjalnym w karierze Panizziego. Łącznie w Rajdzie Katalonii wygrał ich sześć i przyjechał na trzecim miejscu w klasyfikacji generalnej. Przegrał jedynie z Finem Tommim Mäkinenem oraz Włochem Piero Liattim. W maju 1997 Panizzi ponownie stanął na podium rajdu mistrzostw świata. W Rajdzie Francji był trzeci za Brytyjczykiem Colinem McRae oraz Hiszpanem Carlosem Sainzem. W 1998 roku wziął udział w większej liczbie rajdów w mistrzostwach świata. W Rajdzie Monte Carlo był dziewiąty, W Rajdzie Katalonii – szósty, a w Rajdzie Korsyki – czwarty. Z kolei w październikowym Rajdzie Włoch zajął piątą pozycję. W mistrzostwach świata startował także w Rajdzie Finlandii Peugeotem 106 Rallye (trzydzieste piąte miejsce) i w Rajdzie Wielkiej Brytanii Subaru Imprezą WRX. W sezonie 1998 zdobył łącznie 6 punktów w mistrzostwach świata i zajął w nich dwunastą pozycję.

### 1999-2003: Peugeot
Sezon 1999 Panizzi rozpoczął od styczniowego występu w Rajdu Monte Carlo samochodem Subaru Impreza WRC. Od 4. do 7. odcinka specjalnego Panizzi był liderem. Następnie spadł na drugie miejsce w klasyfikacji generalnej rajdu, jednak na 11. odcinku specjalnym uległ wypadkowi i był zmuszony wycofać się z zawodów. Wiosną 1999 Panizzi rozpoczął testy nowym samochodem rajdowym Peugeota, Peugeotem 206 WRC. Jeden z pierwszych modeli „206” został rozbity przez Panizziego podczas tych testów, gdy Francuz uderzył w betonowy murek. Debiut Peugeota 206 WRC nastąpił w maju 1999 podczas Rajdu Korsyki. Jednak zarówno Panizzi, jak i jego partner z zespołu, François Delecour, nie ukończyli rajdu na skutek problemów technicznych samochodu. Natomiast w sierpniu bracia Panizzi wystartował w Rajdzie Finlandii i zajęli w nim trzydzieste trzecie miejsce. W październiku 1999 Panizzi po raz trzeci w karierze stanął na podium w mistrzostwach świata. Był drugi w Rajdzie San Remo i przegrał o 18 sekund z Finem Tommim Mäkinenem. W sezonie 1999 wystartował w jeszcze jednych zawodach, Rajdzie Wielkiej Brytanii, który ukończył na siódmej pozycji.
W 2000 roku Panizzi w barwach zespołu Peugeota wziął udział w większej liczbie rajdów niż w 1999 roku. Pierwszych dwóch rajdów, w których pojechał, nie ukończył. Zarówno w Rajdzie Monte Carlo, jak i w Rajdzie Safari powodem wycofania się były problemy techniczne Peugeota Panizziego. Na przełomie marca i kwietnia Panizzi pojechał w asfaltowym Rajdzie Hiszpanii i był w nim szósty. Jesienią 2000 Panizzi odniósł swoje pierwsze zwycięstwo w mistrzostwach świata w karierze. Przyjechał pierwszy na metę Rajdu Korsyki. Wygrał z François Delecourem (33,5 sekundy straty) oraz Hiszpanem Carlosem Sainzem (1 minuta i 12,6 sekund straty). Trzy tygodnie po zwycięskim Rajdzie Korsyki Panizzi ponownie wygrał rajd mistrzostw świata. Na trasach Rajdu San Remo był pierwszy przed Delecourem i Mäkinenem. Starty w sezonie 2000 Panizzi zakończył na Rajdzie Australii, którego nie ukończył i Rajdzie Wielkiej Brytanii, w którym był ósmy. w sezonie 2000 zajął siódmą lokatę w klasyfikacji mistrzostw świata. Zdobył 21 punktów.
Rok 2001 Panizzi rozpoczął od nieukończenia Rajdu Monte Carlo. Na 3. odcinku specjalnym miał wypadek i wycofał się z rajdu. W marcu 2001 pojechał Peugeotem 206 WRC z teamu HF Grifone w szutrowym Rajdzie Portugalii. Zajął w nim dwunastą pozycję. W trzecim swoim starcie w sezonie 2000 Panizzi stanął na podium. Był drugi za rodakiem Didierem Auriolem w Rajdzie Katalonii, a drugie miejsce zdobył także dzięki dwuminuotwej karze dla lidera do 14. odcinka specjalnego, Philippe’a Bugalskiego, który spadł ostatecznie z pierwszej na ósmą pozycję w klasyfikacji generalnej. W kolejnych trzech szutrowych rajdach, Rajdzie Cypru, Rajdzie Grecji i Rajdzie Finlandii, Panizzi pojechał w zespole HF Grifone, jednak ukończył tylko ten trzeci rajd (był na nim czternasty). W październiku 2001 Panizzi po raz drugi z rzędu został zwycięzcą Rajdu San Remo i była to jego trzecia wygrana w karierze w mistrzostwach świata. Na mecie rajdu wyprzedził rodaków Sébastiena Loeba i Didiera Auriola. W Rajdzie Korsyki, także odbywającym się w październiku 2001, Panizzi do ostatniego odcinka specjalnego walczył o zwycięstwo z Hiszpanem Jesúsem Purasem w Citroënie Xsarze WRC, jednak ostatecznie przegrał z nim o 17,5 sekundy i zajął drugie miejsce w klasyfikacji generalnej. W sezonie 2001 Panizzi wystartował jeszcze w dwóch rajdach w mistrzostwach świata, w szutrowych Rajdzie Australii i Rajd Wielkiej Brytanii. W pierwszym z nich był dziewiąty, a drugiego nie ukończył. W sezonie 2001 Panizzi był ósmy w klasyfikacji generalnej mistrzostw świata. Zdobył 22 punkty.
W pierwszych dwóch rajdach sezonu 2002 Panizzi nie zdobył punktów do klasyfikacji generalnej mistrzostw świata. W styczniowym Rajdzie Monte Carlo był siódmy, a w lutowym Rajdzie Szwecji – szesnasty. W marcu 2002, w Rajdzie Korsyki, Panizzi wygrał dziewięć na szesnaście odcinków specjalnych, dzięki temu odniósł swoje czwarte zwycięstwo w karierze. Wygrał o 40,5 sekundy z partnerem z zespołu Peugeota, Finem Marcusem Grönholmem i o 52,4 sekundy z innym kierowcą Peugeota, Brytyjczykiem Richardem Burnsem. W tym samym miesiącu wystartował też w Rajdzie Katalonii. Prowadził w nim od pierwszego do ostatniego odcinka specjalnego. Łącznie w całym rajdzie wygrał ich jedenaście (odbyło się ich piętnaście). Na mecie rajdu był przed Richardem Burnsem i Philippe'em Bugalskim. Następnie Panizzi wystartował w czterech szutrowych rajdach: Rajdzie Cypru, Argentyny, Grecji i Safari. Na Cyprze był dziesiąty, na Safari – szósty, a zarówno argentyńskiego, jak i greckiego rajdu nie ukończył. We wrześniu 2002 Panizzi, pomimo urazu barku, po raz trzeci z rzędu zwyciężył we włoskim Rajdzie San Remo. Na metę rajdu przyjechał przed Marcusem Grönholmem i Petterem Solbergiem. W sezonie 2002 Francuz pojechał jeszcze w dwóch rajdowych imprezach, Rajdzie Nowej Zelandii (siódme miejsce) i Rajdzie Wielkiej Brytanii (jedenaste miejsce). Sezon 2002, w którym zdobył 31 punktów w klasyfikacji generalnej, zakończył na szóstej pozycji.
W sezonie 2003 Panizzi wystartował w pięciu rajdach w fabrycznym zespole Peugeota oraz w czterech w teamie Bozian Racing. Styczniowego Rajdu Monte Carlo nie ukończył, a następnie był piąty w Rajdzie Turcji i siódmy w Rajdzie Grecji. W czerwcu miał awarię silnika w Rajdzie Cypru, a w lipcu był dziesiąty w Rajd Niemiec 2003. W październiku był bliski odniesienia czwartego z rzędu zwycięstwa w Rajdzie San Remo. Ostatecznie ukończył go jednak na drugim miejscu, o 28,3 sekundy za zwycięzcą Sébastienem Loebem. W kolejnym asfaltowym rajdzie, Rajdzie Francji Panizzi był szósty. W październiku Panizzi odniósł siódme zwycięstwo w karierze. Wygrał Rajd Hiszpanii wyprzedzając Sébastiena Loeba i Markko Märtina. Hiszpański rajd był ostatnim dla Panizziego w barwach fabrycznego zespołu Peugeota. W listopadzie 2003 pojechał w Rajdzie Wielkiej Brytanii w zespole Bozian Racing. Nie ukończył go jednak z powodu awarii skrzyni biegów. W sezonie 2003 zdobył 27 punktów i był dziesiąty w mistrzostwach świata.

### 2004-2005: Mitsubishi

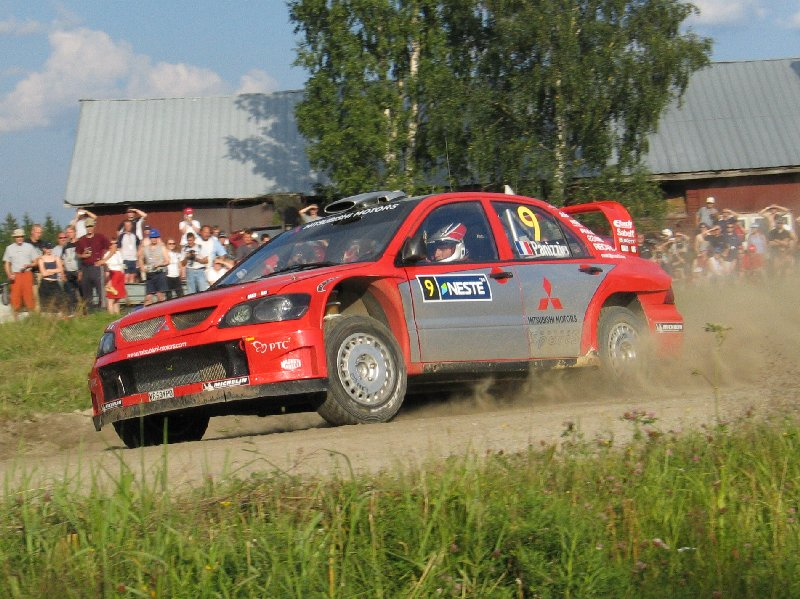
Gilles Panizzi na trasie Rajdu Finlandii 2004.

Na skutek przepisów wprowadzonych w sezonie 2004 Panizzi nie mógł być trzecim kierowcą fabrycznym zespołu Peugeota, toteż odszedł z niego. Jeszcze latem 2003 podpisał obowiązujący od 2004 roku kontakt z zespołem Mitsubishi na starty samochodem Mitsubishi Lancer WRC. Zastąpił w nim Brytyjczyka Alistera McRae, a jego partnerem w Mitsubishi został Włoch Gianluigi Galli. Swój debiut w zespole Mitsubishi Panizzi zaliczył w styczniu 2004 podczas Rajdu Monte Carlo. Dojechał w nim na szóstej pozycji. Na 4. odcinku specjalnym Rajdu Szwecji Panizzi miał awarię skrzyni biegów i był zmuszony wycofać się z zawodów. W Rajdzie Meksyku Panizzi był ósmy, a dwóch kolejnych imprez, Rajdu Nowej Zelandii i Rajdu Cypru nie ukończył. Także w dwóch następnych rajdach Francuz nie zdobył punktów w mistrzostwach świata. Zajął dziesiątą pozycję w Rajdzie Grecji oraz odpadł z Rajdu Turcji. W lipcu 2004 był siódmy w Rajdzie Argentyny i zdobył 2 punkty do klasyfikacji generalnej WRC. Do końca sezonu 2004 Panizzi pojechał jeszcze w trzech rajdach. W Rajdzie Finlandii był jedenasty, a na 9. odcinku specjalnym Rajdu Niemiec miał wypadek, w związku z czym wycofał się z rajdu. Z kolei pod koniec października 2004 Panizzi zajął dwunastą pozycję w asfaltowym Rajdzie Hiszpanii. W całym sezonie 2004 Panizzi zdobył łącznie 6 punktów w mistrzostwach świata. Sezon zakończył na trzynastej pozycji w klasyfikacji generalnej.

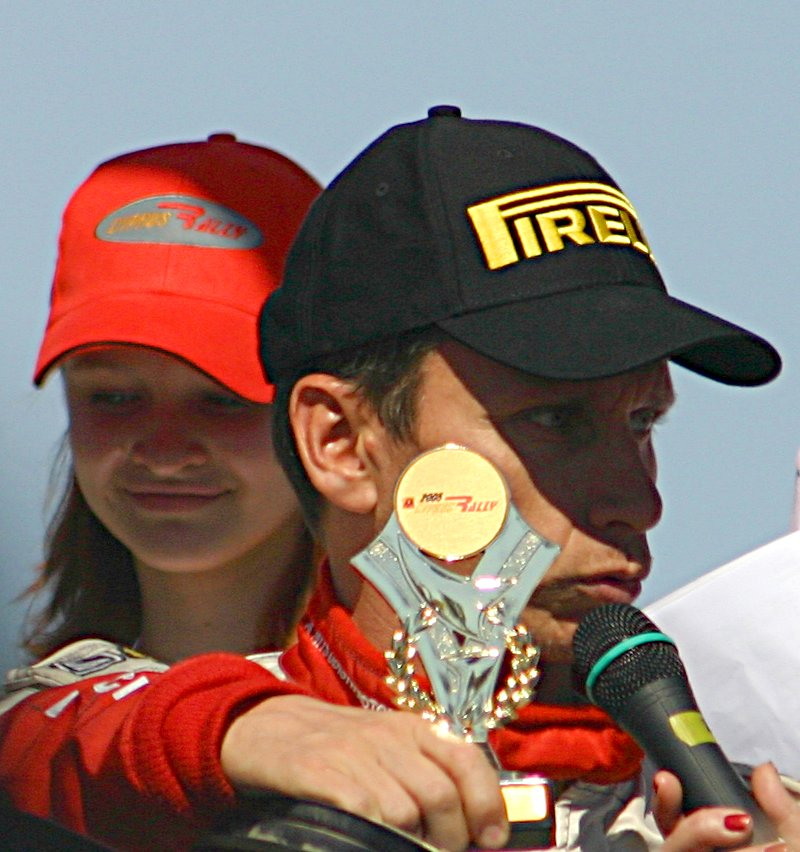
Gilles Panizzi podczas Rajdu Cypru 2005

Przed sezonem 2005 nowym pierwszym kierowcą zespołu Mitsubishi został Fin Harri Rovanperä, a Panizzi został zdegradowany do roli drugiego kierowcy, którą miał dzielić z Gianluigim Gallim. W styczniu 2005 roku w Rajdzie Monte Carlo Panizzi stanął na podium, po raz pierwszy i jedyny za czasów jazdy w zespole Mitsubishi. Był trzeci za Sébastienem Loebem w Citroënie Xsarze WRC i Tonim Gardemeisterem w Fordzie Focusie WRC. W następnym rajdzie, którym Panizzi startował, w Rajdzie Meksyku, zdobył jeden punkt do klasyfikacji mistrzostw świata za zajęte ósme miejsce. Kolejnym startem w sezonie 2005, który zaliczył Panizzi, był Rajd Cypru. Zajął w nim jedenastą pozycję. Jedenasty był również w szutrowym Rajdzie Japonii, który odbywał się na przełomie września i października. W 2005 roku pojechał jeszcze w Rajdzie Francji, jednak nie ukończył go z powodu awarii silnika w Mitsubishi. W sezonie 2005 w pięciu startach Panizzi zdobył 7 punktów i był piętnasty w klasyfikacji generalnej kierowców. W grudniu 2005 roku zespół Mitsubishi wycofał się ze startów w rajdach w sezonie 2006, a Panizzi nie podpisał kontraktu z żadnym z pozostałych fabrycznych zespołów.

### Od 2006 roku
W styczniu 2006 Panizzi wystartował w pierwszym rajdzie sezonu 2006, Rajdzie Monte Carlo. Jadąc Škodą Fabią WRC w barwach zespołu Red Bull Škoda Team zajął w nim dziesiątą pozycję. W mistrzostwach świata 2006 w zespole Red Bull Škoda Team Panizzi wystartował jeszcze w Rajdzie Katalonii, w którym także był dziesiąty. W 2006 roku Panizzi pojechał także w sierpniowym Rajdzie Madery w ramach mistrzostw Europy. Jadąc samochodem Renault Clio S1600 zajął w nim szóste miejsce. W 2007 roku Panizzi wystartował za kierownicą Peugeota 207 S2000 z pilotem Xavierem Panserim w Rajdzie San Remo w ramach serii Intercontinental Rally Challenge i mistrzostw Włoch. Dojechał w nim na ósmej pozycji. W 2010 roku Panizzi ponownie wziął udział w Rajdzie San Remo. Jadąc Protonem Satrią Neo S2000 zajął w nim dwudzieste drugie miejsce.

## Życie prywatne
Panizzi jest żonaty z Michele. Ma z nią córkę Salome. Mieszka z rodziną w Monako. Jest bratem młodszego o dwa lata Hervé Panizziego. Hervé Panizzi był od 1988 roku pilotem Gilles’a i razem jeździli w mistrzostwach świata do 2006 roku.

## Zwycięstwa w Mistrzostwach Świata
| Nr | Rajd           | Sezon | Pilot         | Samochód        |
| -- | -------------- | ----- | ------------- | --------------- |
| 1  | Rajd Francji   | 2000  | Hervé Panizzi | Peugeot 206 WRC |
| 2  | Rajd Włoch     | 2000  | Hervé Panizzi | Peugeot 206 WRC |
| 3  | Rajd Włoch     | 2001  | Hervé Panizzi | Peugeot 206 WRC |
| 4  | Rajd Francji   | 2002  | Hervé Panizzi | Peugeot 206 WRC |
| 5  | Rajd Hiszpanii | 2002  | Hervé Panizzi | Peugeot 206 WRC |
| 6  | Rajd Włoch     | 2002  | Hervé Panizzi | Peugeot 206 WRC |
| 7  | Rajd Hiszpanii | 2003  | Hervé Panizzi | Peugeot 206 WRC |

## Starty w rajdach WRC
| Sezon | Zespół                               | Samochód                                               | 1      | 2       | 3          | 4             | 5             | 6         | 7         | 8               | 9             | 10            | 11        | 12              | 13              | 14              | 15            | 16              | Punkty | Miejsce |
| ----- | ------------------------------------ | ------------------------------------------------------ | ------ | ------- | ---------- | ------------- | ------------- | --------- | --------- | --------------- | ------------- | ------------- | --------- | --------------- | --------------- | --------------- | ------------- | --------------- | ------ | ------- |
| 1990  | Gilles Panizzi                       | Lancia Delta HF Integrale                              | MCO 16 | POR     | KEN        | FRA           | GRE           | NZL       | ARG       | FIN             | AUS           | ITA           | CIV       | GBR             |                 |                 |               |                 | 0      | -       |
| 1993  | Gilles Panizzi                       | Peugeot 106 XSI                                        | Monako | Szwecja | Portugalia | Kenia         | NU            | Grecja    | Argentyna | Nowa Zelandia   | Finlandia     | Australia     | Włochy    | Hiszpania       | Wielka Brytania |                 |               |                 | 0      | -       |
| 1995  | Gilles Panizzi                       | Peugeot 306 XSI                                        | Monako | Szwecja | Portugalia | 12            | Nowa Zelandia | Australia | Hiszpania | Wielka Brytania |               |               |           |                 |                 |                 |               |                 | 0      | -       |
| 1997  | Peugeot Sport                        | Peugeot 306 Maxi                                       | Monako | Szwecja | Kenia      | Portugalia    | 3             | 3         | Argentyna | Grecja          | Nowa Zelandia | Finlandia     | Indonezja | Włochy          | Australia       | Wielka Brytania |               |                 | 8      | 10.     |
| 1998  | Peugeot Sport Gilles Panizzi         | Peugeot 306 Maxi Peugeot 106 Rallye Subaru Impreza WRX | 9      | Szwecja | Kenia      | Portugalia    | 6             | 4         | Argentyna | Grecja          | Nowa Zelandia | 35            | 5         | Australia       | NU              |                 |               |                 | 6      | 12.     |
| 1999  | Gilles Panizzi Peugeot Esso          | Subaru Impreza WRC Peugeot 206 WRC                     | NU     | Szwecja | Kenia      | Portugalia    | Hiszpania     | NU        | Argentyna | Grecja          | Nowa Zelandia | 33            |           | 2               | Australia       | 7               |               |                 | 6      | 10.     |
| 2000  | Peugeot Esso                         | Peugeot 206 WRC                                        | NU     | Szwecja | NU         | Portugalia    | 6             | Argentyna | Grecja    | Nowa Zelandia   | Finlandia     | Cypr          | 1         | 1               | NU              | 8               |               |                 | 21     | 7.      |
| 2001  | Peugeot Total HF Grifone             | Peugeot 206 WRC                                        | NU     | Szwecja | 12         | 2             | Argentyna     | NU        | NU        | Kenia           | 14            | Nowa Zelandia | 1         | 2               | 9               | NU              |               |                 | 22     | 8.      |
| 2002  | Peugeot Total Bozian Racing          | Peugeot 206 WRC                                        | 7      | 16      | 1          | 1             | 10            | NU        | NU        | 6               | Finlandia     | Niemcy        | 1         | 7               | Australia       | 11              |               |                 | 31     | 6.      |
| 2003  | Marlboro Peugeot Total Bozian Racing | Peugeot 206 WRC                                        | NU     | Szwecja | 5          | Nowa Zelandia | Argentyna     | 7         | NU        | 10              | Finlandia     | Australia     | 2         | 6               | 1               | NU              |               |                 | 27     | 10.     |
| 2004  | Mitsubishi Motors Motorsports        | Mitsubishi Lancer WRC                                  | 6      | NU      | 8          | NU            | NU            | 10        | NU        | 7               | 11            | NU            | Japonia   | Wielka Brytania | Włochy          | Francja         | 12            | Australia       | 6      | 13.     |
| 2005  | Mitsubishi Motors Motorsports        | Mitsubishi Lancer WRC                                  | 3      | Szwecja | 8          | Nowa Zelandia | Włochy        | 11        | Turcja    | Grecja          | Argentyna     | Finlandia     | Niemcy    | Wielka Brytania | 11              | NU              | Hiszpania     | Australia       | 7      | 15.     |
| 2006  | Red Bull Škoda Team                  | Škoda Fabia WRC                                        | 10     | Szwecja | Meksyk     | 10            | Francja       | Argentyna | Włochy    | Grecja          | Niemcy        | Finlandia     | Japonia   | Cypr            | Turcja          | Australia       | Nowa Zelandia | Wielka Brytania | 0      | -       |

## Starty w rajdach IRC
| Sezon | Zespół             | Samochód                | 1   | 2   | 3     | 4   | 5   | 6   | 7     | 8   | 9   | 10     | 11  | 12  | 13 | Punkty | Miejsce |
| ----- | ------------------ | ----------------------- | --- | --- | ----- | --- | --- | --- | ----- | --- | --- | ------ | --- | --- | -- | ------ | ------- |
| 2006  | Gilles Panizzi     | Renault Clio S1600      | RPA | YPR | MAD 6 | SAN |     |     |       |     |     |        |     |     |    | 3      | 19.     |
| 2007  | Racing Lions SRL   | Peugeot 207 S2000       | SAF | TUR | YPR   | ROS | MAD | BAR | SAN 7 | VAL | CHI |        |     |     |    | 2      | 40.     |
| 2010  | Proton R3 Malaysia | Proton Satria Neo S2000 | MON | KUR | ARG   | KAN | SAR | YPR | AZO   | MAD | BAR | SAN 22 | SZK | CYP |    | 0      | -       |